# Portrait d'une jeune inconnue
Le Portrait d'une jeune inconnue tenant un livre, est une peinture à l'huile sur panneau réalisée vers 1545 par le portraitiste de la Renaissance Agnolo di Cosimo, dit Bronzino. La peinture, également connue sous le nom de Portrait d'une jeune femme au livre, est conservée au musée des Offices de Florence. 

## Description
Le tableau est présenté dans un encadrement en bois du XVIIe siècle, sculpté et doré. Le nom de la jeune fille représentée est inconnu. Par convention, elle est désignée comme une « duchesse de Médicis ». L'historien de l'art italien Adolfo Venturi, examinant le tableau en 1933, remarqua que le fond bleu, typique de la dernière période d'activité de Bronzino, manquait et data donc cette oeuvre des environs de 1545.
La lourde robe en soie gris perle est très élégante, avec un empiècement carré, des épaulettes légèrement relevées et des manches froncées et brodées. La chemise blanche brodée est rehaussée par un petit col, fermé par une chaîne dorée à gros maillons. La fille porte plusieurs bijoux : une bague à son doigt et une couronne sur ses cheveux noirs, droits et séparés au milieu par une raie. La pose rigide et le sérieux de l'expression se retrouvent également dans d'autres portraits de très jeunes femmes, peints par Bronzino et également conservés aux Offices, dont ceux de Bia de Médicis et Marie de Médicis.
Au dos de la toile, on trouve l'inscription : dalla Guardaroba 4 Agosto 1773. Venuta dall'Imperiale (soit « de la Garde-robe - 4 août 1773. Venant de l'Impériale »).

## Expositions
- Exposition du XVIe siècle toscan, Florence, 1940.
- Bronzino: peintre et poète à la cour des Médicis, Florence, 2010.